# Switzerland County
Switzerland County is een county in de Amerikaanse staat Indiana.
De county heeft een landoppervlakte van 573 km² en telt 9.065 inwoners (volkstelling 2000). De hoofdplaats is Vevay.